# Хайнрих Дуземер фон Арфберг
Хайнрих Дуземер фон Арфберг (на немски: Heinrich Dusemer von Arfberg) е двадесет и първият Велик магистър на рицарите от Тевтонския орден.
Хайнрих Дуземер е приет в германския орден през 1311 г. и бързо привлича вниманието върху себе си. Според легендите за него като млад рицар Хайнрих често влиза в персонални сблъсъсци и дуели с Великия литовски княз Витенис. През 1329 г. Хайнрих вече е комтур на Рагнит, през 1333 - управител на Самбия, а през комтур на Източнопруски Бранденбург. Израстването му продължава и през 1334 Хайнрих е посочен за орденсмаршал и комтур на Кьонигсберг. Стремглавото му кариерно развитие в ордена го сблъсква с Великия магистър на тевтонците Дитрих и Хайнрих е наказан и разжалван до комтур на Щразбург.
След 1341 опитният рицар отново е призован и възстановен в звание от следващия предводител на ордена Лудолф, който води кръстоносна война с Литовското княжество. Въпреки това орденът претърпява няколко военни неуспеха срещу литовците и Лудолф е принуден да се оттегли. На 13 декември 1345 Хайнрих Дуземер фон Арфберг е избран за предводител на ордена. Това наистина дава нов ход на военните действия и след още три години Тевтонският кръстоносен орден удържа ключова победа при река Стрева.
Въпреки този успех Хайнрих и наследниците му не съумяват да използват докрай победата си и да усвоят завладените литовски земи. Това се дължи на тежката паневропейска чумна епидемия, позната като Черната смърт, която обезлюдява много райони в Прусия и намалява работната сила в цяла Европа. Хайнрих, който най-вероятно вече е в напреднала възраст напуска ръководството на ордена и се оттегля в Братиан, без да поема повече някакви отговорни позиции и роли в ордена.